# 伴忠行
伴 忠行（とも の ただゆき）は、平安時代前期の貴族。播磨守・伴春雄の子。官位は従五位下・安芸守。

## 経歴
元慶8年（884年）大丞在職中に正六位下から二階昇進して従五位下に叙爵。散位を経て、仁和2年（886年）刑部少輔に任ぜられる。
醍醐朝に入り、昌泰2年（899年）安芸守に任ぜられている。延喜4年（904年）3月2日平安京にて群盗に襲われ射殺された。3月4日に陣にて盗賊の捜索が議され、7日に犯人は捕縛された。延喜年間は、都にて放火や殺人が頻発していた時期であったという。

## 官歴
注記のないものは『日本三代実録』による。
- 時期不詳：正六位下。大蔵大丞
- 元慶8年（884年） 2月23日：従五位下
- 時期不詳：散位
- 仁和2年（886年） 2月21日：刑部少輔
- 昌泰2年（899年） 正月11日：安芸守[3]

## 系譜
- 父：伴春雄[3]
- 妻：不詳
- 生母不明の子女
  - 男子：伴右職[3]